# Тайлер (Миннесота)
Тайлер (англ. Tyler) — город в округе Линкольн, штат Миннесота, США. На площади 5,21 км², согласно переписи 2010 года, проживают 1143 человека. Плотность населения составляет 219,4 чел./км².

## Географическое положение

Город на карте округа Линкольн, и расположение округа в штате Миннесота

Город Тайлер находится на юго-западе штата Миннесота. Площадь города — 5,21 км², он находится внутри территории тауншипов Маршфилд и Хоп.

## История
Тайлер был основан в 1879 году. Он был назван в честь С. Б. Тайлера, редактора газеты в Миннесоте. Почтовое отделение в Тайлере работает с 1879 года
В Тайлере район Дейнбу был построен поселенцами из Дании. Он был внесён в Национальный реестр исторических мест.

## Население
По данным переписи 2010 года население Тайлер составляло 1143 человека (из них 48,1 % мужчин и 51,9 % женщин), было 520 домашних хозяйства и 292 семьи. Расовый состав: белые — 96,9 %, 0,3 % — афроамериканцы.
Из 520 домашних хозяйств 46,7 % представляли собой совместно проживающие супружеские пары (15,8 % с детьми младше 18 лет), в 7,7 % домохозяйств женщины проживали без мужей, в 1,7 % домохозяйств мужчины проживали без жён, 43,8 % не имели семьи. В среднем домашнее хозяйство вели 2,10 человека, а средний размер семьи — 2,85 человека.
Население города по возрастному диапазону распределилось следующим образом: 21,9 % — жители младше 18 лет, 2,5 % — между 18 и 21 годами, 49,3 % — от 21 до 65 лет, и 26,3 % — в возрасте 65 лет и старше. Средний возраст населения — 46,1 лет. На каждые 100 женщин приходилось 92,7 мужчины, при этом на 100 совершеннолетних женщин приходилось уже 87,2 мужчин сопоставимого возраста.
В 2014 году из 940 трудоспособных жителей старше 16 лет имели работу 618 человек. медианный доход на семью оценивался в 65 357 $, на домашнее хозяйство — в 48 571 $. Доход на душу населения — 21 609 $. 10,9 % от всего числа семей и 14,3 % от всей численности населения находилось на момент переписи за чертой бедности.
Динамика численности населения:
|  |